# Kharāj
Il kharāj (dal greco koreghìa, χορηγία, per l'intermediazione del siriaco) è l'imposta che gli Arabi musulmani applicarono, fin dalle prime fasi della loro conquista della Siria, Palestina, Mesopotamia ed Egitto, alle terre appartenenti alle popolazioni sottomesse al loro governo.

## Significato e origine
Il termine kharāj (in arabo ﺧﺮﺍﺝ‎?, traslitterabile anche ḫarāğ) presenta aspetti piuttosto equivoci, in quanto essa muta a seconda dei diversi contesti geografici tale imposta è stata applicata. Sommariamente, i significati attribuiti al termine possono riassumersi come segue:
- inteso genericamente come “imposta”, senza alcun distinguo, come nell'uso quotidiano ottomano (harac);
- in maniera assai più tecnica, come “tassa che grava sui possedimenti fondiari”, almeno inizialmente posseduti da dhimmī;
- per gli Sciafeiti, ma non per gli Hanafiti, è il tributo dovuto alle autorità musulmane dai non musulmani residenti nella dār al-ṣulḥ, sorta di situazione territoriale intermedia tra dār al-Islām e dār al-ḥarb non prevista nella teoria hanafita;
- in senso assai generale, indica le entrate totali del fayʾ, ricchezze del Tesoro pubblico ottenute a seguito di conquista.

Da un punto di vista strettamente etimologico, questa parola trae forse origine dal greco χορεγία (khoreghìa), termine che Polibio intendeva genericamente come “entrate”.
Nelle provincie aramaiche sottoposte ai bizantini, assunse il significato ristretto di “imposta sulla terra”, col nome traslato di kharāja. Quando gli arabi conquistarono tali provincie assimilarono questo termine, identificandolo con l'arabo kharj e kharāj, locuzioni usate nei seguenti passi coranici:
- «Gli dissero: “O uomo dalle Due Corna, Gog e Magog corrompono la nostra terra. Sei disposto ad accettare un nostro tributo (kharj) a patto che tu costruisca fra noi e loro una barriera?”»[Corano 18:94]
- «Chiederai loro un compenso (kharāj)? No, il compenso del tuo Signore è migliore: Egli è il migliore dei provvedimenti»[Corano 23:72]

L'uso generico di kharāj, interscambiabile con jizya, durò fino all'epoca del califfato di ʿUmar II (morto nel 720 d.C.). Da allora si incominciò a infatti designare, più precisamente, la jizya come tassa individuale il kharāj come tassa fondiaria.

## Storia dell'applicazione
Inizialmente tale imposta era dovuta dal proprietario che aveva il diritto di conservarla purché appartenente all'Ahl al-Kitāb (israeliti, cristiani, zoroastriani o sabei) e purché in regola, appunto, col pagamento del kharāj. Nulla era invece dovuto dai musulmani che avessero acquisito simili terre in ragione della conquista militare operata, sia che l'avessero strappata a un proprietario non "proteggibile" (dhimmī) sia che l'avessero avuta in assegnazione come bottino di guerra in assenza del proprietario, fuggito o ucciso nel corso delle guerre di conquista.
Le conversioni che cominciarono a prodursi nel corso dello stesso VII secolo e, ancor di più, nel corso del secolo successivo, crearono enormi problemi all'erario islamico (bayt al-māl) perché diventare musulmani faceva decadere dall'obbligo del versamento del kharāj, essendo il musulmano tenuto al solo pagamento della zakāt.
Questo creò un paradossale atteggiamento delle autorità musulmane, tutt'altro che liete di assistere a conversioni massicce che provocavano un vero e proprio dissesto economico alla Umma, tanto da giungere a forme di divieto di conversione e ad azioni di forza per rintracciare i contadini - convertiti o meno - che avessero cercato rifugio e nuove occasioni di lavoro in città anche assai lontane dai loro luoghi di origine ("campione" di questa politica fu il wālī di Kufa al-Ḥajjāj ibn Yūsuf, senza dimenticare che numerosi proprietari appartenenti all'Ahl al-Kitāb preferirono sovente vendere i propri terreni a musulmani, incassando un controvalore non tassabile, anche a prezzi assai convenienti per gli acquirenti. 
Tale problema - ragione fondamentale della successiva "rivoluzione abbaside" - sarà risolto solo all'epoca del Califfo Hārūn al-Rashīd, allorché il giurista Abū Yūsuf Yaʿqūb approntò su indicazione califfale un testo diventato fondamentale per la disciplina di tale imposta: il Kitāb al-kharāj (Il libro del kharāj), nel quale si proponeva che l'imposta non fosse più condizionata dalla fede del proprietario, trasformando il kharāj a una vera e propria imposta fondiaria.
A questo punto sorse il problema di stabilire quali fossero i territori di kharāj e quali i territori mai posseduti da un fedele. Infatti i territori di musulmani erano già sottoposti a un'imposta terriera di carattere religioso musulmano, la dècima (ʿushr). Si trattava di stabilire la ripartizione geografica delle terre di kharāj e delle terre di ʿushr. È stato unanimemente accettato, per esempio, che la Penisola araba sia terra di ʿushr.
Come regola generale, è terra di ʿushr quella i cui occupanti si sono convertiti all'Islām o che è stata conquistata con le armi e spartita tra i vincitori; è invece terra di kharāj quella conquistata con le armi e ai cui abitanti, non musulmani, l'imām ha concesso di risiedere come fittavoli.